# Irgendwie schwanger
Irgendwie schwanger (Originaltitel Kinda Pregnant) ist ein US-amerikanischer Spielfilm aus dem Jahr 2025 von Regisseur Tyler Spindel nach einem Drehbuch von Julie Paiva und Hauptdarstellerin Amy Schumer. Weitere Rollen in der Filmkomödie übernahmen Will Forte, Jillian Bell und Brianne Howey.

## Handlung
Lainy und Kate sind seit ihrer Kindheit Freundinnen, bereits als Kind möchte Lainy eines Tages Mutter werden, während Kate später keine Kinder möchte. Als Erwachsene unterrichtet Lainy englische Literatur an einer Schule, Kate erwartet von ihrem Partner Mark ein Kind. Lainy rechnet zu ihrem Jahrestag mit einem Heiratsantrag von ihrem Freund Dave, tatsächlich schlägt er ihr einen Dreier mit Moira vor. Lainy ist am Boden zerstört, am nächsten Tag verbrennt sie in der Klasse die Bücher der Schüler und löst dadurch einen Feueralarm aus.
Beim Mittagessen erfährt Lainy von Kates Schwangerschaft, in einem Coffeeshop trifft sie zufällig auf Josh Lewis. Später begleitet Lainy Kate in ein Geschäft für Umstandsmode, wo sie sich einen falschen Schwangerschaftsbauch umschnallt. Mit diesem besucht sie im Mamaste einen Yogakurs für Schwangere und freundet sich dort mit der schwangeren Megan an. Megan lädt Lainy zum Abendessen zu sich und ihrem Mann Steve nach Hause ein, wo sie erneut auf Josh Lewis trifft, der der Bruder von Megan ist. Lainys Kollegin Fallon rät ihr, damit aufzuhören, eine Schwangerschaft vorzutäuschen.
Josh verabredet sich mit Lainy zunächst auf einer Eislaufbahn, wo er als Eismeister tätig ist. Am Abend gehen sie auf ein Partyschiff zum Tanzen. Dort trifft Lainy zufällig auf ihren Ex-Freund Dave, der von ihrer Schwangerschaft überrascht ist. An einem anderen Abend bittet Megan Lainy, auf ihren Sohn aufzupassen. In Megans Haus hat Lainy Sex mit Josh, wobei sie ihn bittet eine Augenmaske zu tragen und ihr Hemd anbehält, damit er ihre vorgetäuschte Schwangerschaft nicht entdeckt. Nach dem Sex gesteht ihr Josh, dass er sich eine ernsthafte Beziehung mit ihr vorstellen kann.
Auf Kates Babyparty  sind neben Lainy auch Megan, ihr Mann Steve und Josh eingeladen. Dort gesteht Lainy allen, dass sie die Schwangerschaft nur vorgetäuscht hat, Megan und Josh sind von ihr enttäuscht. Nach der Geburt von Megans Kind kommt es zur Aussöhnung zwischen Megan und Lainy. Außerdem gesteht Lainy Josh, dass sie ihn liebt.
Während des Unterrichts macht Lainy ein Schüler darauf aufmerksam, dass vor der Tür eine Zamboni-Eisbearbeitungsmaschine steht. Lainy und die Schüler gehen nach draußen, wo ihr Josh seine Liebe gesteht. Josh und Lainy fahren mit der Zamboni los während sie sich küssen und verursachen dabei Sachschaden an den am Straßenrand geparkten Autos.

## Besetzung und Synchronisation
Die deutschsprachige Synchronisation übernahm die EVA Studios Germany GmbH. Dialogregie führte Sarah Riedel, die auch das Dialogbuch schrieb.
| Rolle                | Darsteller        | Synchronsprecher |
| -------------------- | ----------------- | ---------------- |
| Lainy Newton         | Amy Schumer       | Nicole Hannak    |
| Dave                 | Damon Wayans, Jr. | Marcel Collé     |
| Fallon Clit          | Urzila Carlson    | Katrin Fröhlich  |
| Josh Lewis           | Will Forte        | Marius Clarén    |
| Kate                 | Jillian Bell      | Magdalena Turba  |
| Mark                 | Joel David Moore  | Rainer Fritzsche |
| Megan Taylor         | Brianne Howey     | Susanne Geier    |
| Rawn                 | Alex Moffat       | Tim Knauer       |
| Shirley              | Lizze Broadway    | Lea Kalbhenn     |
| Steve                | Chris Geere       | Michael Ernst    |
| Yoga-Klassenlehrerin | Jackie Sandler    | Isabelle Schmidt |

## Produktion und Veröffentlichung
Der Film wurde von Happy Madison Productions und Something Happy Productions produziert, Produzenten waren Kevin Grady, Tim Herlihy, Judit Maull, Alex Saks, Adam Sandler, Amy Schumer, Molly Sims und Eli Thomas. Die Dreharbeiten fanden vom 26. Februar 2024 bis zum 4. Mai 2024 in New York City statt.
Die Kamera führte Stuart Dryburgh, die Musik schrieb Rupert Gregson-Williams, die Montage verantworteten Tom Costain und J.J. Titone. Das Kostümbild gestaltete Yafi Hoch. In den USA erhielt der Film ein R-Rating. Regisseur Tyler Spindel, der Neffe von Adam Sandler, hatte zuvor für Netflix die Komödien Vater des Jahres (2018), The Wrong Missy (2020) und The Out-Laws (2023) inszeniert.
Auf Netflix wurde der Film am 5. Februar 2025 veröffentlicht.

## Musik
- Express Yourself – Madonna[5]
- Million Dollar Baby – Tommy Richman
- Anxiety (feat Doechii) – Sleepy Hallow
- Gasoline Dreams – Outkast mit Khujo Goodie
- Handsome – Winnetka Bowling League
- Slow Motion – Juvenile featuring Soulja Slim
- Delincuente – Tokischa, Anuel AA und Ñengo Flow
- Anyone Who Knows What Love Is (Will Understand) – Irma Thomas
- The One – MIA
- Sex with Me – Rihanna
- You Send Me – Sam Cooke
- At Seventeen – Janis Ian
- Long Time (Acoustic) – Joan Jett and the Blackhearts
- Take a Chance on Me – Awolnation und Jewel

## Rezeption

### Kritiken
Oliver Armknecht vergab auf film-rezensionen.de drei von zehn Punkten. Der Film sei frei von Einfällen und guten Witzen, schwanke zwischen langweilig und nervig. Da könne auch das prominente Ensemble nichts mehr retten. Lediglich der Einsatz für eine größere Eigenständigkeit sei löblich, selbst wenn der Film dabei kaum konsequent sei.
derwatchdog.de bewertete den Film mit drei von fünf Sternen, die Produktion treffe den richtigen Ton zwischen derben Humor und ehrlich gemeinter Schwangerschaftsreflektion. Während diese in puncto Botschaft die Erwartungshaltung deutlich übertreffe, liefere diese auf der humoristischen Ebene genau, was man von einer Produktion aus dem Hause Happy Madison Productions erwarten könne. Das Netflix-Original schaffe es, sich aus der Masse der oft nicht lustigen Standardkomödien abzuheben und bietet eine Mischung aus Witz, Chaos und einer nicht zu vernachlässigenden Portion Ehrlichkeit.
Chantal Neumann sah sich auf filmstarts.de an den Film (K)ein bisschen schwanger (2009) mit Lindsay Lohan erinnert.
Dani Maurer (1,5 von 6 Sterne) bezeichnete den Film auf outnow.ch als eher plump angerichtete Komödie, bei der man einige wenige Male schmunzeln müsse, ansonsten aber meist regungslos dem Treiben zuschaue. Will Forte sei der Sonnenschein des Films, der ansonsten eine 08/15-Geschichte erzähle und nicht wirklich zünde.

### Abrufe
Laut FlixPatrol gelangte der Film in 61 Ländern, darunter Deutschland, auf Platz eins der Netflix-Film-Charts. Laut der von MEEDIA veröffentlichter Daten von digital i lief der Film im Februar 2025 in 1,059 Millionen deutschen Haushalten, der Film lag damit auf Platz drei der Streaming-Charts.